# Roberto Nicotti
Roberto Nicotti (ur. 17 maja 1966 w Elisabethville, zm. 15 września 1995 w Kordobie) – włoski kolarz torowy, srebrny medalista mistrzostw świata.

## Kariera
Największym sukcesem w karierze Roberto Nicottiego było zdobycie wspólnie z Andreą Faccinim srebrnego medalu w wyścigu tandemów podczas mistrzostw świata w Wiedniu w 1987 roku. W wyścigu tym Włosi ulegli jedynie Francuzom w składzie: Fabrice Colas i Frédéric Magné. Nigdy wcześniej ani później Nicotti nie zdobył medalu na międzynarodowej imprezie. Nigdy również nie startował na igrzyskach olimpijskich.